# Зампіра Асанова
Зампіра Асанова (1941—2014) — кримськотатарська активістка.

## Життєпис
Народилася 1941 року в селі Бай Кият Чорноморського району, росла з братом й двома сестрами. 1944 року депортована, як й усі кримські татари, опинилася в Узбекистані. В родині панувала атмосфера освіти, тому, незважаючи на дискримінацію «спецпереселенців», Зампіра зуміла поступити на стоматологічний факультет Московського медичного інституту.
У другій половині 1950-х років Асанова починає займатися громадською діяльністю, бере участь в акціях; однією з перших було розповсюдження звернення колишніх військовиків — кримських татар до першого секретаря ЦК КПРС Микити Хрущова, голови Ради Міністрів Миколи Булганіна, голови президії ВР СРСР Климента Ворошилова та міністра оборони Георгія Жукова про становище кримськотатарського народу.
Під час навчання в Москві знайомиться з учасниками радянського правозахисного руху, та стає своєрідною зв'язковою між учасниками двох рухів — правозахисного та кримськотатарського. Спілкувалася з переслідуваним в СРСР генералом Петром Григоренком та письменником Олексієм Костеріним. 1965 року закінчує інститут та повертається в Узбекистан.
21 липня 1967 року серед двадцяти активістів кримськотатарського національного руху Зампіра Асанова бере участь у зустрічі в Кремлі; делегацію прийняли голова КДБ Юрій Андропов, голова МВС Микола Щолоков, генеральний прокурор Роман Руденко та секретар президії ВР СРСР Михайло Герогадзе.
Практично у всіх учасників цієї ініціативи згодом виникли проблеми; так, Рефік Музафаров був звільнений майже із 10 ВНЗ під різними приводами через 2—3 місяці після прийняття на роботу, на нього писали наклепи. Зампіру Асанову звільнили з роботи та звинуватили в недоумстві й намагалися помістити до психіатричної лікарні. Її брат, Паріх Асанов, був засуджений до 2 років ув'язнення («процес дванадцяти»), помер після звільнення. Однак Зампіру переслідування не зупинили.
24 лютого 1968 року Будапештській нараді комуністів та робітничих партій надіслано звернення, серед підписантів якого була і Зампіра Асанова щодо гонінь кримських татар. 6 липня 1969 року Асанова під час другого дня Міжнародної наради комуністичних та робітничих партій бере участь у демонстрації в Москві на площі Маяковського. В цьому заході також брали участь Енвер Аметов, Решат Джемілєв, Айдер Зейтуллаєв, Ібраїм Холапов, дочка правозахисника Петра Якіра Ірина, радянська міліція заарештувала демонстрантів та розвезла по місцях проживання.
1985 року змогла повернутися в Крим. Від 1989 року працювала в сімферопольській лікарні. Через участь у похованні академіка Андрія Сахарова у Зампіри виникають проблеми, 1990-го була змушена звільнитися.
Згодом була серед ініціаторів встановлення пам'ятника Петрові Григоренку в Сімферополі, 2006 року брала участь у святкуванні 30-річчя Української Гельсінської групи.
Померла 2014 року після тривалої хвороби. Прощання відбулося 17 січня 2014-го.
20 листопада 2015 нагороджена знаком «За заслуги перед кримськотатарським народом» (посмертно).